# هوانگ شیه-هسو
هوانگ شیه-هسو (انگلیسی: Huang Shih-hsu؛ زادهٔ ۳۰ نوامبر ۱۹۷۵) وزنه‌بردار زن اهل تایوان است بود.
وی در مسابقات کشوری و بین‌المللی در مجموع برندهٔ ۲ مدال برنز شده‌است.